# Bartolomé Fernández
Bartolomé Fernández fue un escultor-tallista de madera, que trabajó dentro de la escuela segoviana en estilo renacentista. No se conoce su procedencia, pero se sabe que fue vecino de Segovia entre 1524 y 1562 y que ocupaba una casa perteneciente a la catedral. En 1511 se nombra a un «maestro Bartolomé» criado de Francisco de Salamanca, el cual cobra en su nombre un facistol que hizo para el coro de la catedral de Segovia. A partir de 1524 su nombre ya consta como Bartolomé Fernández en otros trabajos menores para la dicha catedral.

## Obra

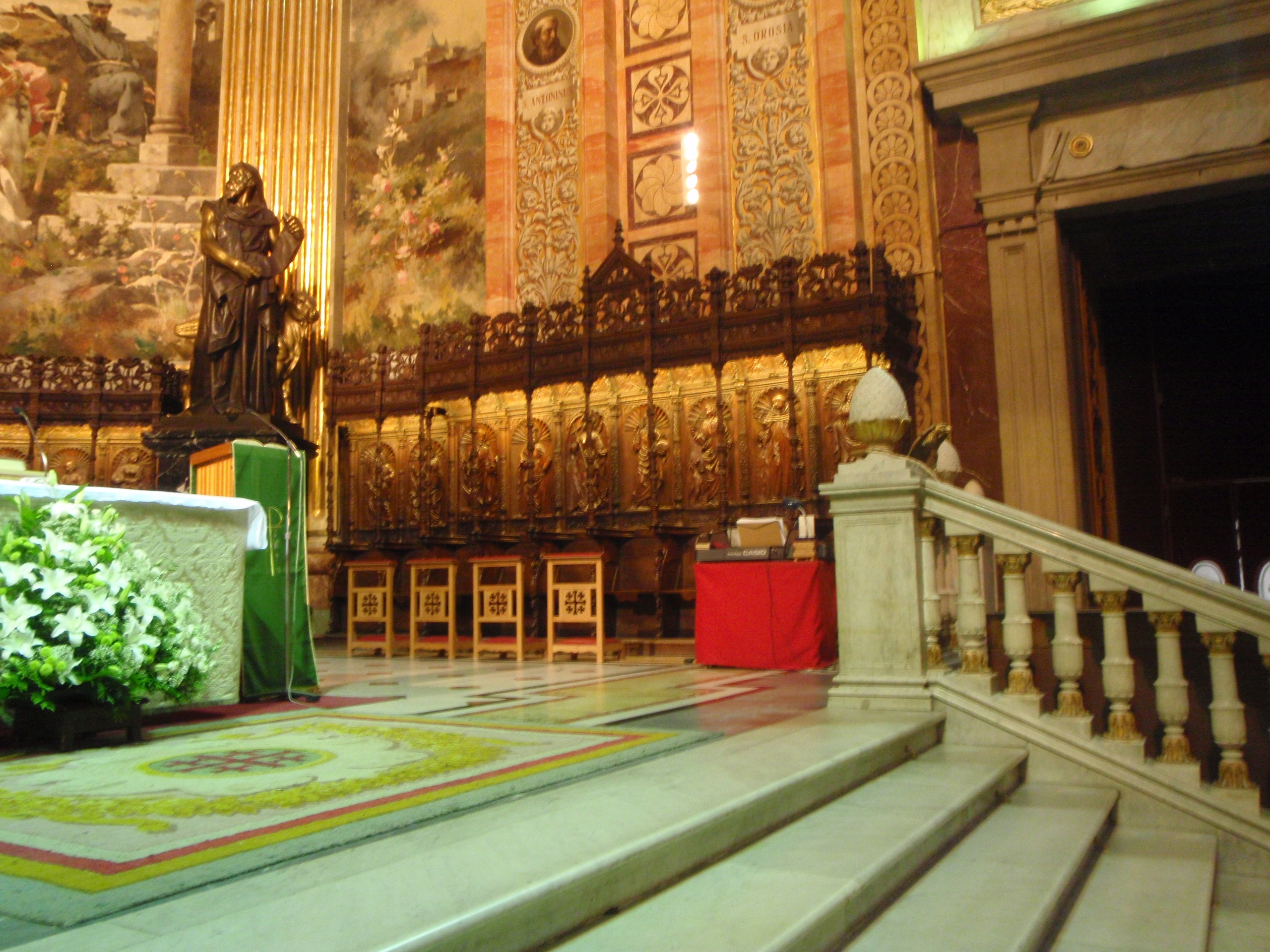
Capilla mayor en San Francisco el Grande. Donde puede observarse la sillería renacentista del Monasterio Jerónimo de santa María de El Parral, de Segovia.

En el año 1526 trabajó Fernández en la sillería del coro del monasterio de Santa María de El Paular que se encuentra situado en el valle de Lozoya del municipio de Rascafría en Madrid. Realizó en los respaldos unos relieves de diversos santos donde demostró su buen dibujo y una excelente anatomía. 
Esta sillería fue trasladada en 1883 a la Real Basílica de San Francisco el Grande, hasta su reposición en el año 2003 a su lugar de origen.
Pero su obra más conocida es la realizada en la sillería para el coro del monasterio de Santa María del Parral en Segovia (actualmente situada en el Museo Arqueológico Nacional y la Real basílica de San Francisco el Grande, de Madrid). Se firmó el contrato con Bartolomé Fernández el 16 de marzo de 1526 estipulándose el precio en trescientos mil maravedís. Dicha sillería constaba de 34 sillas bajas y 47 altas, con una iconografía en la serie alta de santos de culto más común, entre ellos el segoviano San Frutos, separados por pilastras adosadas. En la sillería baja el tema era apocalíptico, con una clara influencia al trabajo germánico de Durero en Apocalipsis cum figuris. La crestería está realizada por doseletes con hojas de parra, símbolo del monasterio.